# Ренц, Николай Альфредович
Ренц Николай Альфредович (род. 12 марта 1956, Темиртау, Карагандинская область) — заслуженный врач Российской Федерации, главный врач клинической больницы № 5 (Медгородок) (2007—2021), депутат Самарской губернской думы (1994—2021), глава городского округа Тольятти (2021—2024), член партии «Единая Россия».

## Биография
В 1980 году окончил Куйбышевский медицинский институт по специальности «врач-педиатр». В 1980—1984 годах работал врачом отделения интенсивной терапии № 4 Куйбышевской областной больницы им. М. И. Калинина. В 1984—1989 годах — заведующим отделением инфекционной больницы п. Шлюзовой. В 1989—1990 годах главный врач Тольяттинской городской детской больницы № 1. В 1990 году депутат Тольяттинского городского Совета народных депутатов. В 1990—1992 годах заместитель главы администрации города Б. М. Микеля, начальник управления здравоохранения.
В 1992—1995 годах директор медицинского объединения АВТОВАЗа. В 1995—2000 годах главный врач Городской клинической больницы № 5 (Медгородка). В 2000 году защитил диссертацию на звание кандидата медицинских наук по теме: «Научное обоснование совершенствования основных показателей деятельности стационара крупной городской больницы». В 2000—2007 годах первый заместитель мэра городского округа Тольятти Н. Д. Уткина. В 2007—2021 годах вновь главный врач Городской клинической больницы № 5 (Медгородка).
С 1994 по 2021 годы депутат Самарской Губернской Думы I, II, IV, V, VI созывов, председатель комитета по местному самоуправлению, член комитета по здравоохранению, демографии и социальной политике. С 2016 года заместитель председателя комитета по здравоохранению, демографии и социальной политике, член комитета по законодательству, законности, правопорядку и противодействию коррупции.
В 2004 году были задержаны двое организаторов подготовки к покушению на убийство Николая Ренца, в связи с профессиональной его деятельностью на посту заместителя мэра Тольятти, заказчиком выступил Сергей Свитинский приемный сын Анатолия Степанова.
В 2010—2019 годах секретарь тольяттинского местного отделения партии Единая Россия, уступив пост депутату ГД В. В. Бокку.
В 2020—2021 годах, в период пандемии COVID-19, возглавлял информационный центр по мониторингу ситуации с коронавирусной инфекцией оперативного штаба в Самарской области под руководством губернатора Дмитрия Азарова.
3 марта 2021 года после отставки С. А. Анташева губернатор Самарской области Дмитрий Азаров поручил Николаю Ренцу выдвинуть свою кандидатуру на конкурс главы городского округа Тольятти. Кандидатуру Николая Ренца поддержали все политические партии в городской думе Тольятти (Единая Россия, КПРФ, ЛДПР, Справедливая Россия).
16 апреля 2021 года конкурсной комиссией Тольяттинской городской думы избран главой городского округа Тольятти, 30 апреля 2021 года вступил в должность.
На момент вступления в должность Николай Ренц достиг предельного возраста 65 лет, при котором не разрешено вступление в должность.
16 сентября 2024 года после беседы с новым губернатором Вячеславом Федорищевым, написал заявление о досрочной отставки с поста главы города Тольятти. 25 сентября 2024 года отставка принята думой.

## На посту главы города Тольятти
Вступив в должность главы городского округа Тольятти сохранил прежнюю команду и курс бывшего главы Анташева С. А., уволив первого заместителя Игоря Ладыку, переведя главу Центрального района Игоря Домничева и главу Комсомольского района Артёма Анисимова в помощники, сохранив в должностях чету Банновых.
В 2021 году на Выборах в Государственную думу по результату электронного внутрипартийного голосования Единой России набрал рекордное количество электронных 248863 голосов и был утверждён вторым номером в региональном партийном списке после губернатора Дмитрия Азарова, кандидатом в депутаты Государственной Думы.
7 июня 2021 года назначил руководителя департамента городского хозяйства Вадима Ерина первым заместителем главы городского округа Тольятти.
Николай Ренц продолжил брать кредиты, дав заявку на открытие в 2021 году кредитной линии на общую сумму 1,4 млрд рублей.
В 2022—2024 годах были возбуждены уголовные дела в отношении четырёх городских чиновников назначенных Николаем Ренцем: первого заместителя главы города Вадима Ерина, руководителя департамента городского хозяйства Максима Кузахметова, руководителя употребления потребительского рынка Вадима Тюлина, руководителя департамента дорожного хозяйства и транспорта Павла Баннова.
В марте 2024 года создал в структуре городской администрации Управление туризма, ранее вопросы туризма были возложены на Управление международных и межрегиональных связей. Ранее, городской общественной палате было отказано в просьбе вернуть в город департамент здравоохранения.
В июле 2024 года арестован директор департамента дорожного хозяйства Павел Баннов. Чиновник входил в сговор с частной фирмой, в интересах которой фирма получала муниципальные контракты на ремонт дорог.

## Имущество

Элитный жилой комплекс ЖК «Золотой берег» в лесной зоне Тольятти построенный сыном Николая Ренца

По информации газеты «Самарское обозрение», Николай Ренц является бенефициаром большой бизнес-империи из множества компаний.

#### Компания «Кубанская лоза»
Ренцу принадлежало 22,5 % этой краснодарской компании с 2004 года. В это время политик работал в администрации Тольятти. Партнёрами по бизнесу выступали его друзья-партнёры: Александр Николаевич Кузнецов, Вячеслав Сигов и бывший вице-президент ВАЗа Михаил Добындо. Выручка компании составляла более 46 млн руб. в 2005 году. По итогам 2006 года — 103 млн рублей, в 2007 году — 109 млн рублей. История с «Кубанской лозой» была связана с приобретением Ренцем и теми же партнёрами акций Тольяттинского комбината шампанских вин и коньяков «Росинка», приобретая акции предприятия в годы его банкротства. "Сигов тогда активно занимался работой на рынке ценных бумаг. "Была возможность приобрести за абсолютно небольшие деньги, потому что предприятие действительно «лежало» ", — рассказывал Ренц «Делу». В 2009 году получил 16 % акций тольяттинской сети «Алкомир», ранее принадлежавших его сыну Александру Ренцу. По мнению «Обозрения», сеть занималась реализацией напитков, произвдимых «Росинкой».
У нас была надежда создать компанию, которая была бы не зависима от сырья. Но там — ледяной душ: ошиблись с покупкой виноградников. Купили большие площади, а он оказался старый, не было опыта, и мало плодоносящий. Пришлось пересаживать, а это, соответственно, затраты. Урожая нет, а затраты есть. И потом потихоньку, скажем так, без убытков удалось оттуда выйти. К тому же здесь мы не выдержали конкуренции с контрафактом». В 2011-2013 годах завод «Росинка» в несколько этапов был продан петербургскому холдингу «Игристые вина».вспоминал в беседе с «Делом» Николай Ренц
Компания «Тольяттихлеб»

Тольяттихлеб — предприятие котырым владеет Николай Ренц через супругу и сына вместе с другом Юрием Зеленцовым

В мае 2001 года Николай Ренц на правах вице-мэра Тольятти инициировал в арбитраже банкротства «Тольяттихлеба». Поводом стал долг предприятия городскому бюджету в размере 523 тыс. рублей. К 2003 году ИС «СПАРК» указал 10-процентную долю 24-летнего сына Александра Ренца. 40 % принадлежало самому «Тольяттихлебу». Оставшиеся доли были распределены между Александром Кремневым, Сергеем Мулюкиным, Эльвирой Гаджибалаевой. За шесть лет присутствия в составе учредителей Александра Ренца (до 2009 года) совокупная выручка компании превысила 1,1 млрд руб. В июне 2003-го в Санкт-Петербурге сын Александр Ренц вместе с Вячеславом Сиговым основали компанию, занимавшуюся размещением наружной рекламы, «МАРКЕТ БОАРД СПБ». Бизнес, видимо, не пошел, потому что уже спустя два года у фирмы появились другие собственники. В том же 2003 году Александр Ренц вместе с главным врачом ТГБ № 5 Николаем Кардаковым, «замещавшим» Николая Ренца, ушедшего на работу в администрацию, и Алексеем Ереминым стали совладельцами компании по торговле лесоматериалами «Русская тайга». Фирма была ликвидирована совсем недавно, в 2017-м, но скорее всего не работала с 2007 года, когда главврач пятой горбольницы погиб в ДТП. Именно тогда Николай Ренц и вернулся в Медгородок из мэрии в свое кресло главного врача.
Ключевыми партнёрами по семейному бизнесу Ренцев с середины 1990-х выступают Юрий Зеленцов, которого Николай Ренц называл своим «близким другом», а также Александр Бычков и Вячеслав Хазов. Так, в равных долях сыну Александру Ренцу и упомянутому трио инвесторов принадлежала компания «Лакомка», зарегистрированная в 2005 году. Финансовые показатели фирма не раскрывала, но известно, что она торговала изделиями «Тольяттихлеба». Фирмой «Волгапроммаг» Александр Ренц и давние партнеры его отца владеют в равных долях — 25 % — в уставном капитале. Руководит компанией Вячеслав Хазов. Фирма сдает в аренду помещения общей площадью более 300 м² на первом этаже жилого дома в Комсомольском районе Тольятти. Судя по материалу арбитражного разбирательства с мэрией Тольятти о незаконной перепланировке помещения, его арендатор — магазин «Магнит». Такая же структура собственников и у компании с участием Александра Ренца «Волга-девелопмент». Фирма на рынке уже 15 лет, основной вид деятельности — аренда и управление недвижимостью. Ее выручка — 7,8 млн руб. в 2019 году, при чистой прибыли 4,7 млн рублей.
Собственником доли Ренцев на предприятии стала супруга Галина Ренц. Она получила 33 %, которые можно оценить более чем в полмиллиарда руб. Равные доли указаны с 2015 года у Лейлы Зеленцовой и Александра Бычкова. Николай Ренц и его сын Александр по очереди входили в совет директоров компании. Директором «Тольяттихлеба» с 2018 года стал сын Юрия Зеленцова Антон. Галина Ренц — не только акционер, но и залогодержатель хлебозавода. Галина Ренц как физлицо кредитовала предприятие под залог оборудования.
С 2007 года сын Александр Ренц является основным владельцем тольяттинской инвестиционной компании «Капитал-Инвест». В 2019 году фирма показала официальные 3,5 млн выручки. Среди партнёров здесь у Ренцев, по данным ИС «СПАРК» на 2007 год, числились Артем Волков, Роман Гусейнов и Артем Запитецкий.
В 2009 году сын Николая Ренца вошёл в состав учредителей торговой компании «Верона». Партнерами Александра Ренца по проекту стали бывший руководитель департамента финансов мэрии Валерий Кушнарев, бывший вице-президент ВАза Михаил Добындо и бывший первый вице-президент ВАЗа Николай Ляченков. В 2012 году Ренц вышел из бизнеса, приносившего по 25 млн руб. выручки в год. В 2010 году была приобретена турбаза «Тихая гавань» в партнерстве с сыном известного бизнесмена владельца жигулевского завода «Озон» Владимира Корнева. Некоторые источники утверждают, что Денис Корнев, Дмитрий Шевелев, Ирина Алексеенко и Ренц-младший планировали застройку турбазы, но что-то не сложилось. В 2019 году Александр Ренц вышел из проекта.
В 2009 году, через два года после ухода из мэрии Тольятти, бывший первый вице-мэр, согласно данным ИС «СПАРК», стал владельцем 16 % тольяттинского «Алкомира», занимавшегося реализацией алкогольной продукции. Доля перешла Ренцу от его сына Александра, который приобрел ее, согласно отчетности компании, весной того же 2007-го. Именно в этот год, когда Ренц, покидал администрацию Автограда, начался расцвет бизнес-активности сына заместителя главы города, ставшего главным официальным собирателем бизнес-активов семьи. Сын Николая Ренца, Александр в разные годы выступал совладельцем почти двух десятков компаний. И не только в Тольятти. Первые его следы в бизнесе «Дело» сумело обнаружить в 2003 году, в зарегистрированной в 2001-м компании ТД «Тольяттихлеб». Вероятно, тогда начиналась активная фаза процесса вхождения семьи Ренцев в бизнес этого гиганта хлебной промышленности.
Компания «Елисейский» организована в 2003 году бывшим вице-президентом ВАЗа Михаилом Добындо и бизнесменом Михаилом Колесниковым, президентом ГК «Дельта» Александром Кузнецовым. В 2005 году с долей в 17,8 % в ней появилась Галина Ренц. Николай Ренц тогда еще был вице-мэром. Ее доля менялась: в 2010 году она достигла максимума 37,6 %. В 2010 году была зарегистрирована фирма «Елисеич», в которой Николаю Ренцу принадлежало 30 %. С такими же долями в число совладельцев вошли Михаил Добындо и Валерий Кушнарев. Оставшиеся 10 % принадлежали директору компании Ларисе Петровой. В лучшие годы сеть магазинов формата «у дома» «Елисейский» и «Елисеич» генерировала более 200 млн руб. выручки. Чуть менее 19 % компании оператора сети принадлежало Галине Ренц. К 2018 году имя жены Николая Ренца исчезло из списка соучредителей. Да и сама сеть перестала существовать.
Компания «Зелёный лист», специализирующаяся на выращивании грибов и салата, принадлежит в равных долях Ирине и Александру Ренц, а также Сатеник Камарян и Сергею Зайцеву. Компания зарегистрирована в 2018 году. Судя по сертификатам соответствия, фирма производит салаты и зелень (включая мяту) и салатные овощи. В первый год работы выручка компании составила 134 тыс. рублей.
В 2019 году бюджет Городской клинической больницы № 5 составлял почти 3,8 млрд рублей. Среди подрядчиков ТГКБ № 5 Николая Ренца, согласно данным ИС «СПАРК», крупнейшим по сумме контрактов с 2009 года является скромная фирма «Линия В», с ежегодным оборотом 150 млн руб. получив подрядов на общую сумму 1 млрд 340 млн рублей. Источником дохода фирмы является исключительно организация питания в клинике, стабильная прибыль, в среднем около 7 млн руб. Компания «Линия В» зарегистрирована еще 18 лет назад в одном из корпусов самой больницы ТГКБ № 5. В 2003 году совладельцем 70 % «Линии В» выступила ПКФ «Вечность», также зарегистрированная на территории больницы. В 2007 году в списке владельцев «Вечности» с долей 28 % присутствовал брат главврача ТГКБ Николая Кардакова — Юрий. К 2011 году в «Вечности» осталось с равными долями два человека — вдова бывшего главного врача Марина Кардакова и Владимир Седых. Фирма «Вечность» занималась вечными ценностями — похоронными услугами, и поставляла по контракту гробы — «деревянные ящики» — для горбольницы № 5. В 2019-м, показав напоследок выручку под 20 млн. Также на территории больницы зарегистрирована была «Нейрон-СТ» ныне — ЗАО "НПО «КОНКОРД-СК» которая поставляет фармпродукцию целому ряду клиник. С 2015 по 2019 год ее совокупный оборот превысил 1 млрд руб., а чистая прибыль — 66 млн директором которой является Юрий Черников ранее возглавлявший фирму «Нейрон-СТ» Александра Ренца и Марины Кардаковой.
Супруга Ренца владеет и проживает в лесной зоне на берегу Волги в загородным домом элитного посёлка «ТИВО» в районе Комсомольского шоссе. Журналисты назвали посёлок закрытым для простых смертных. Посёлок оформлен как база отдыха ООО «Тиво» и ООО «Свежесть» соучредителями и соседями закрытого посёлка являееся супруга и дети бывшего мэра С. Ф. Жилкина, В. И. Герасименко, супруга главы ФСК «Лада Дом» Е. А. Бартоломеева, застройщик ЖК «Матрёшка» А. В. Шишкин, супруга директра АО «Тольяттихлеб» Л. А. Зеленцова, бывший вице-мэр В.Ягутян, бывший ЖСК Вазовец и бывший глава департамента градостроительства В.Никишев, супруга бывшего главы МУ ПОКХ Т. И. Дружинина, главный врач городской поликлиники № 3 Р. К. Кирасиров, бывший глава местного ФСБ С. В. Очиров, супруга бывшего председателя Думы и ныне советника ректора ТГУ Ольга Миккель, директор АО «Тольяттистройзаказчик» В. Г. Гусев и другие.

## Семья
В марте 2023 года на YouTube был показан видеоролик «Миллиардер в белом халате» рассказывающий о недвижимости семьи Николая Ренца в регионе и Москве на сумму 900 млн.руб.
В 2014 году информационное агентство «Засекин» сообщало, что Николай Ренц с супругой Галиной Ренц входят в члены совета директоров ОАО «Тольяттихлеб». Также супруга Галина входила в состав соучредителей с долей 18,6 % торговой сети «Елисейский» которая была ликвидирована в 2020 году.
Старший сын Александр Ренц — директор десятка различных коммерческих компаний, застройщик загородного элитного жилого комплекса в Портпосёлке ЖК «Золотой берег». Построенные на территории бывшей турбазы в лесной зоне жилые многоквартирные дома, несмотря на протест жителей, Дума Тольятти перевела участок в жилую закрытую зону.
Младший сын Николай Ренц живёт в Москве, владеет загородным домом площадью 255 м² в посёлке Софьино, Норофаминского района стоимостью 30 млн рублей, квартирой и двумя парковочными местами в подземном паркинге в жилом комплексе на улице Часовой 23, корп. 1 стоимостью 55 млн рублей. Супруга Галина Ренц владеет квартирой 98 м² в Москве, в районе Хамовники, на сумму 70 млн рублей. В Тольятти долями в ТЦ Ленком 180 м². ТЦ Солнечный 450 м²., на ул. Комзина 29 площадью 750 м² на сумму 30 млн рублей. Также оба владеют тремя квартирами в Тольятти общ. площадью 350 м²., четырьмя квартирами в Самаре на сельмой просике и ул. солнечной общ. площадью 200 м². Сам Ренц старший дополнительно владеет квартирой Басманном районе Москвы площадью 38 м². стоимостью 11 млн руб. На 2023 год, чета Ренцев, с четырьмя коттеджами в ЖК «Тиво» и помещениями в ЖК «Золотой берег» владеет недвижимостью на 900 млн рублей.

## Критика
С момента вступления в должность главы городской администрации, неоднократно вызывал отрицательные настроения у граждан, одной из причин была история с постройкой жилищных многоквартирных домов в закрытой природной зоне. Также критике подвергается и работа мэра, в частности в зимний период недовольства населения выражается из-за низкокачественной уборки и чистки снега на дорогах города, а летом из-за грязи и пыли, появившиеся после зимы из-за рассыпания песка и других смесей на гололед. Также критике подвергалась неэффективная работа мэра в отношении центральной ярмарки Тольятти. Другая критика вызвана уменьшением мер для облагораживания города в праздничные дни, так горожане в социальных сетях неоднократно жаловались на бедно и скучно украшенный город в новогодние праздники, к этому и добавляется то, что время проведение фейерверков сократилось на 9 мая (День Победы) и дня основания города (празднуется в первое воскресенье июня). С критикой Ренца неоднократно выступали должностные лица Самарской области.
Глава Самарской области Вячеслав Федорищев публично обвинил Ренца в дискредитации власти и высказал недовольство его работой. Также с критикой выступила Наталья Бисярина, кандидат в губернаторы Самарской области.